# Pháp

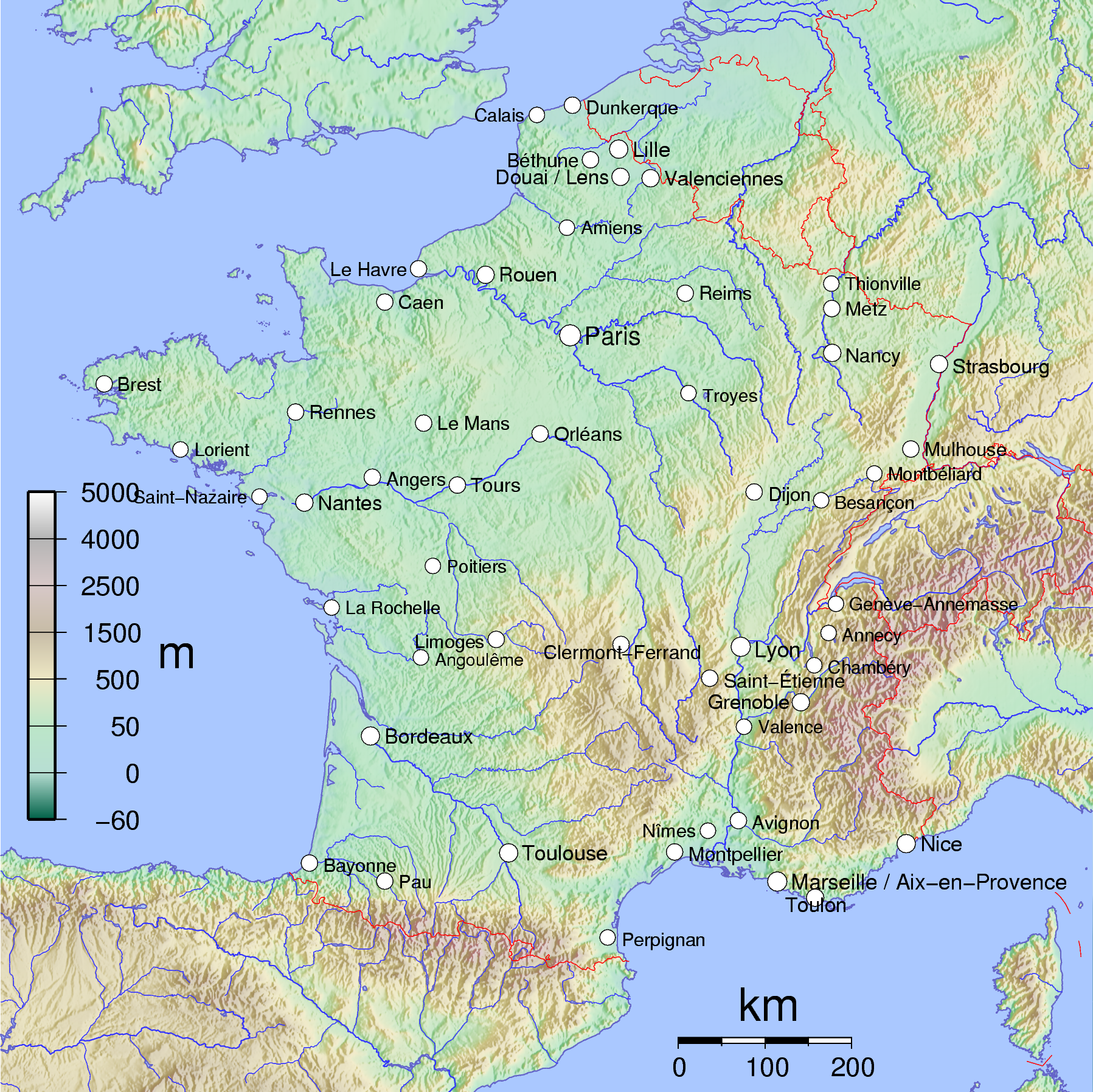
Bản đồ địa hình Chính quốc Pháp, thể hiện các thành phố trên 100.000 dân.

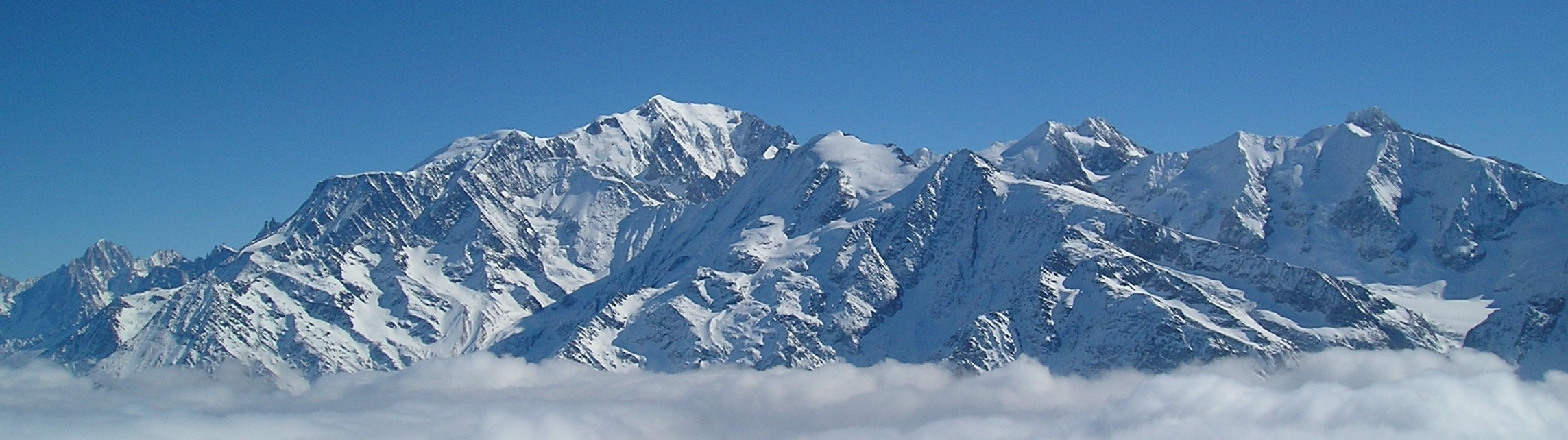
Mont Blanc, ngọn núi cao nhất ở Tây Âu, là nơi biên giới đi qua và giáp với Ý.

Pháp (tiếng Pháp: France; địa phương [fʁɑ̃s]), tên chính thức là Cộng hòa Pháp (tiếng Pháp: République française [ʁepyblik fʁɑ̃sɛz]) (tiếng Anh: French Republic), là một quốc gia có lãnh thổ chính nằm tại Tây Âu cùng một số vùng và lãnh thổ hải ngoại. Phần lãnh thổ Pháp tại châu Âu trải dài từ Địa Trung Hải đến eo biển Manche và biển Bắc, và từ sông Rhin đến Đại Tây Dương. Pháp còn có Guyane thuộc Pháp trên đại lục Nam Mỹ cùng một số đảo tại Đại Tây Dương, Thái Bình Dương và Ấn Độ Dương. 18 vùng của Pháp (gồm chính quốc Pháp, Guyane thuộc Pháp, Guadeloupe, Martinique, Reunion và Mayotte và vùng của Pháp gốc) có tổng diện tích 643.801 km², dân số tính đến năm 2022 là gần 65,5 triệu người. Còn nếu tính luôn các lãnh thổ khác ngoài châu Nam cực thì khoảng 674.000 km². Pháp là nước cộng hòa bán tổng thống nhất thể, thủ đô Paris cũng là thành phố lớn nhất, trung tâm nghệ thuật, văn hóa và thương mại chính của quốc gia. Các trung tâm đô thị lớn khác là Marseille, Lyon, Lille, Nice, Toulouse và Bordeaux.
Trong thời đại đồ sắt,  Pháp là nơi cư trú của người Gaulo thuộc nhóm Celt. La Mã (Roma) sáp nhập khu vực vào năm 51 TCN, tình trạng này kéo dài cho đến năm 486, khi người Frank thuộc nhóm Germain chinh phục khu vực rồi thành lập Vương quốc Pháp. Pháp nổi lên thành một đại cường tại châu Âu vào hậu kỳ Trung Cổ, giành thắng lợi trong Chiến tranh Trăm Năm (1337-1453) giúp củng cố quốc gia và tập trung hoá chính trị. Trong phong trào Phục Hưng, văn hoá Pháp phát triển, và lập nên một đế quốc thực dân toàn cầu, trở thành đế quốc lớn thứ hai thế giới vào thế kỷ XX. Trong thế kỷ XVI, Pháp bị chi phối bởi các cuộc nội chiến tôn giáo giữa thế lực Công giáo La Mã và Tin Lành. Pháp trở thành thế lực chi phối văn hoá, chính trị và quân sự tại châu Âu dưới thời Louis XIV. Đến cuối thế kỷ XVIII, Cách mạng Pháp lật đổ chế độ quân chủ chuyên chế, lập nên một trong các nền cộng hoà sớm nhất trong lịch sử hiện đại, Tuyên ngôn Nhân quyền và Dân quyền là nền tảng của cuộc cách mạng và biểu thị ý thức hệ của Pháp cho đến ngày nay. Trong thế kỷ XIX, Napoléon nắm quyền và lập ra Đệ Nhất Đế chế Pháp, các cuộc chiến tranh của Napoléon định hình tiến trình của châu Âu lục địa. Sau khi đế quốc sụp đổ, Pháp trải qua náo động với các chính phủ kế tiếp nhau, đỉnh điểm là thành lập Đệ Tam Cộng hòa Pháp vào năm 1870. Pháp là một bên tham chiến chính trong chiến tranh thế giới thứ nhất và giành được đại thắng. Trong chiến tranh thế giới thứ hai, Pháp nằm trong khối Đồng Minh song bị phe Trục chiếm đóng vào năm 1940 bởi Đức Quốc xã. Sau khi được giải phóng vào năm 1944, Đệ Tứ Cộng hòa Pháp được thành lập song sau đó bị giải thể trong tiến trình chiến tranh Algérie. Nền Đệ Ngũ cộng hoà dưới quyền Charles de Gaulle được thành lập vào năm 1958 và tồn tại cho đến nay. Algérie và gần như toàn bộ các thuộc địa khác độc lập trong thập niên 1960 (năm châu Phi), song thường duy trì các liên kết kinh tế và quân sự mật thiết với Pháp.
Pháp từ lâu đã có vị thế là một trung tâm của thế giới về nghệ thuật, văn hóa, chính trị và khoa học. Pháp có số lượng di sản thế giới UNESCO nhiều thứ ba tại châu Âu, đón tiếp khoảng 83 triệu du khách vào năm 2012. Pháp là một quốc gia phát triển, có nền kinh tế lớn thứ sáu thế giới theo GDP danh nghĩa và lớn thứ chín theo GDP PPP. Về tổng tài sản gia đình, Pháp xếp hạng tư trên thế giới. Pháp có thành tích cao trong các xếp hạng quốc tế về thể thao, giáo dục, y tế, tuổi thọ dự tính và phát triển con người. Pháp duy trì vị thế đại cường quốc trên thế giới, là một trong năm thành viên thường trực trong Hội đồng Bảo an Liên Hợp Quốc, có quyền phủ quyết, đồng thời là quốc gia sở hữu vũ khí hạt nhân được công nhận. Đây là một thành viên chủ đạo trong Liên minh châu Âu và Khu vực đồng euro. Quốc gia này cũng là thành viên của G7, G8, G20, NATO, Tổ chức Hợp tác và Phát triển Kinh tế, Tổ chức Thương mại Thế giới và Tổ chức Quốc tế Pháp ngữ.

### Tiền sử (trước thế kỷ thứ VI TCN)

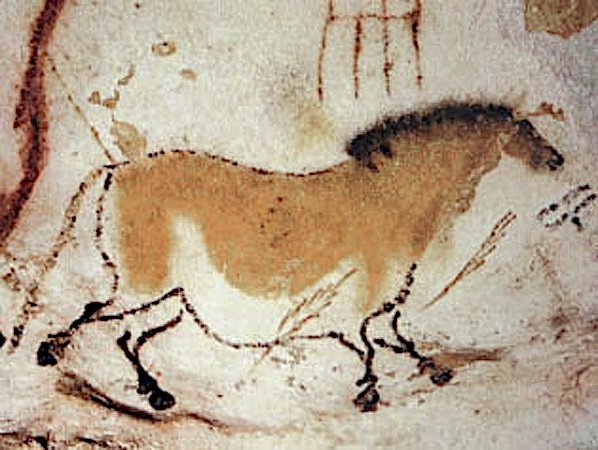
Một bức hoạ trong di chỉ Lascaux tại tỉnh Dordogne, khoảng 18.000 TCN

### Cổ xưa (Thế kỷ thứ VI TCN-Thế kỷ thứ V CN)

Vercingetorix đầu hàng Caesar trong Trận Alesia. Thất bại của Gaulois trong chiến tranh xứ Gallia đã bảo đảm cuộc chinh phục La Mã của đất nước.

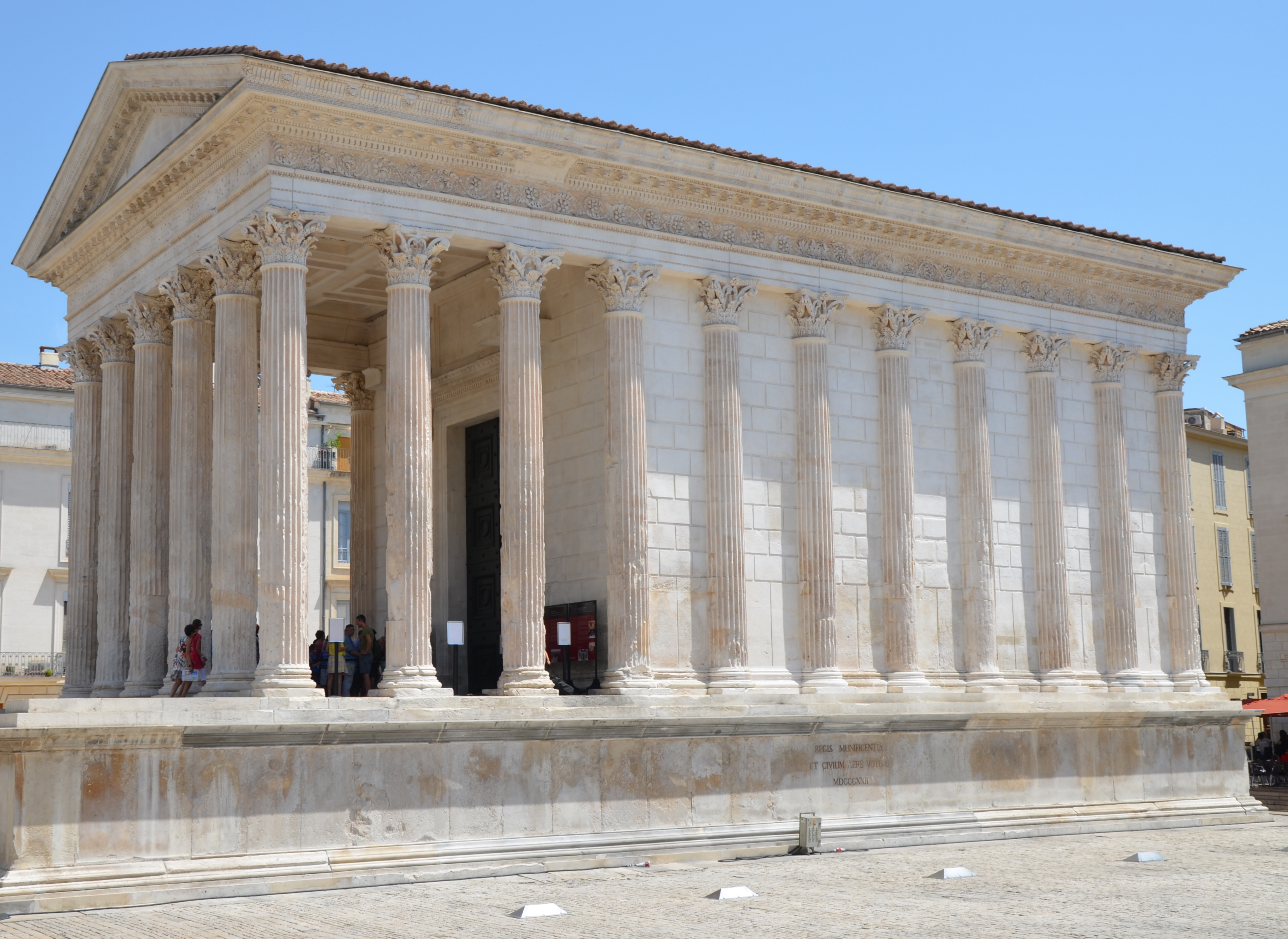
Maison Carrée là một đền thờ tại thành phố Gaulois-La Mã Nemausus (nay là Nîmes) và là một trong các di tích được bảo quản tốt nhất của Đế quốc La Mã.

### Sơ kỳ Trung Cổ (Thế kỷ thứ V-Thế kỷ thứ X)

Đế quốc Frank bành trướng từ 481 đến 804 và bị chia cắt năm 843 đến 870

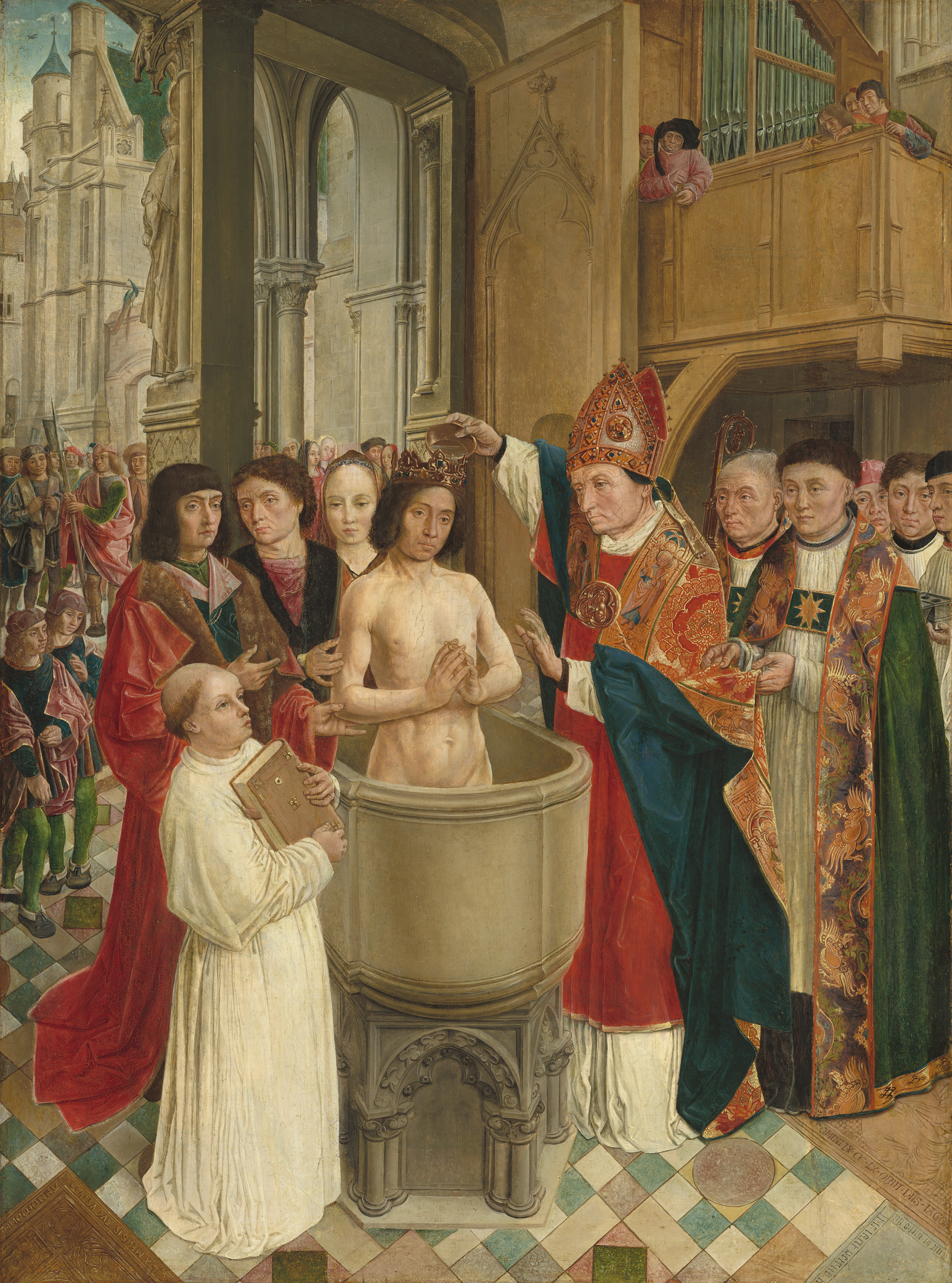
Do Clovis cải sang Công giáo vào năm 498, quân chủ Frank vốn được tuyển cử và có tính thế tục thì nay biến thành thế tập và có quyền thần thánh.

### Hậu kỳ Trung cổ (Thế kỷ thứ X-Thế kỷ thứ XV)

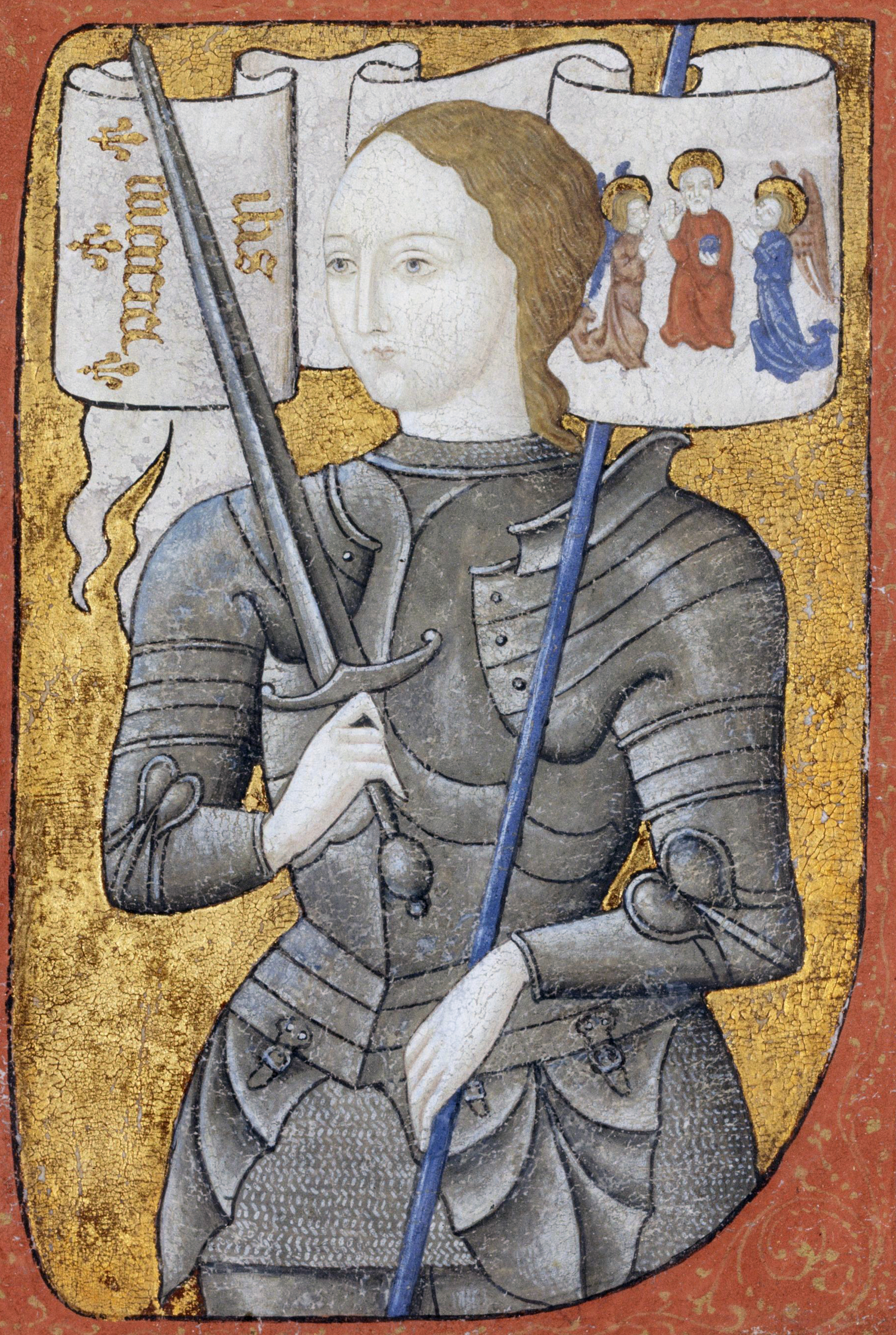
Jeanne d'Arc lãnh đạo quân Pháp giành một số chiến thắng quan trọng trong Chiến tranh Trăm Năm (1337–1453), mở đường cho thắng lợi cuối cùng.

Tiến hoá lãnh thổ Pháp từ 985 đến 1947

### Thời kỳ cận đại (Thế kỷ XV-1789)

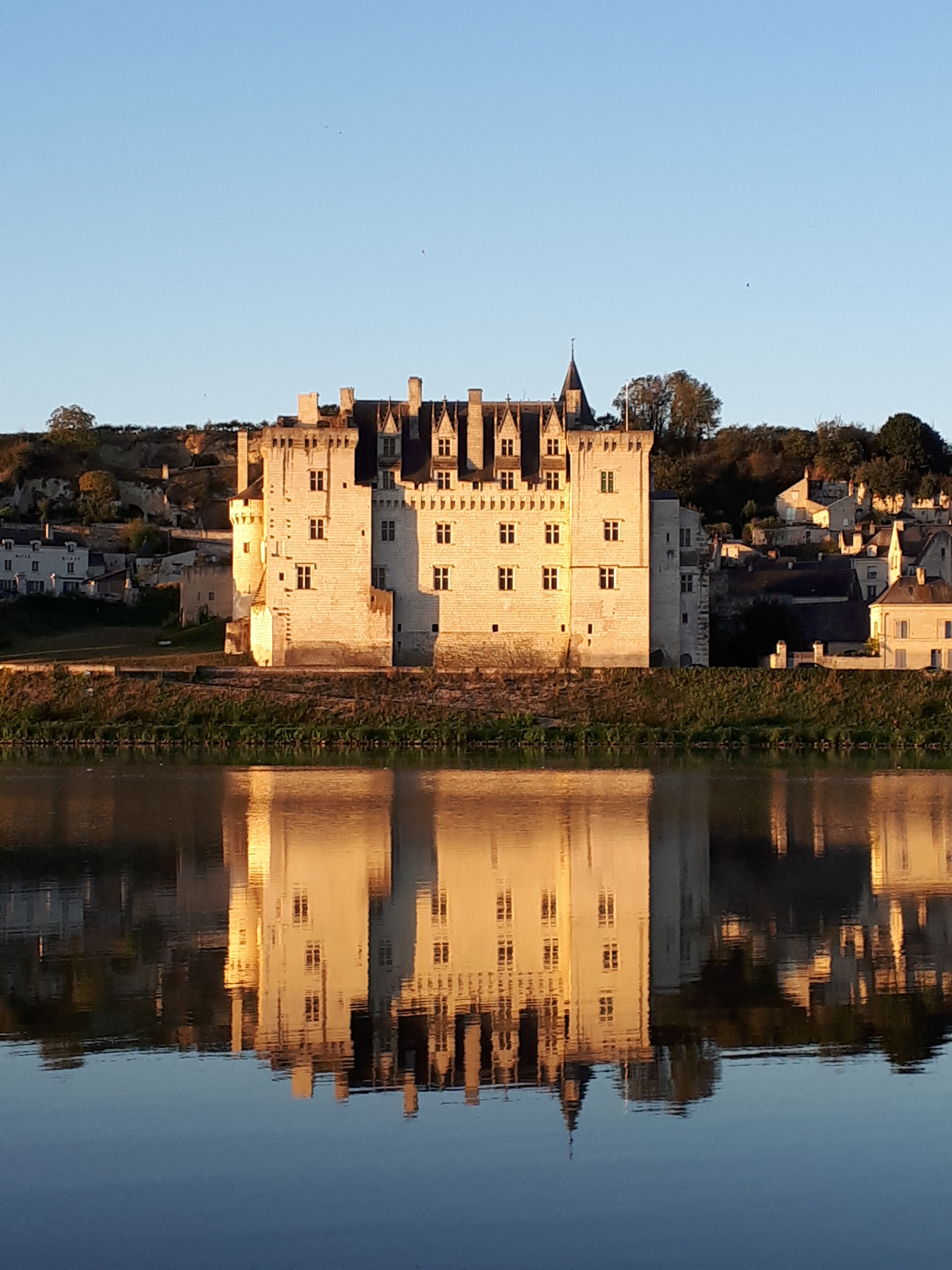
Công trình xây dựng Lâu đài Montsoreau đang dự đoán kỳ Phục Hưng tại Pháp.

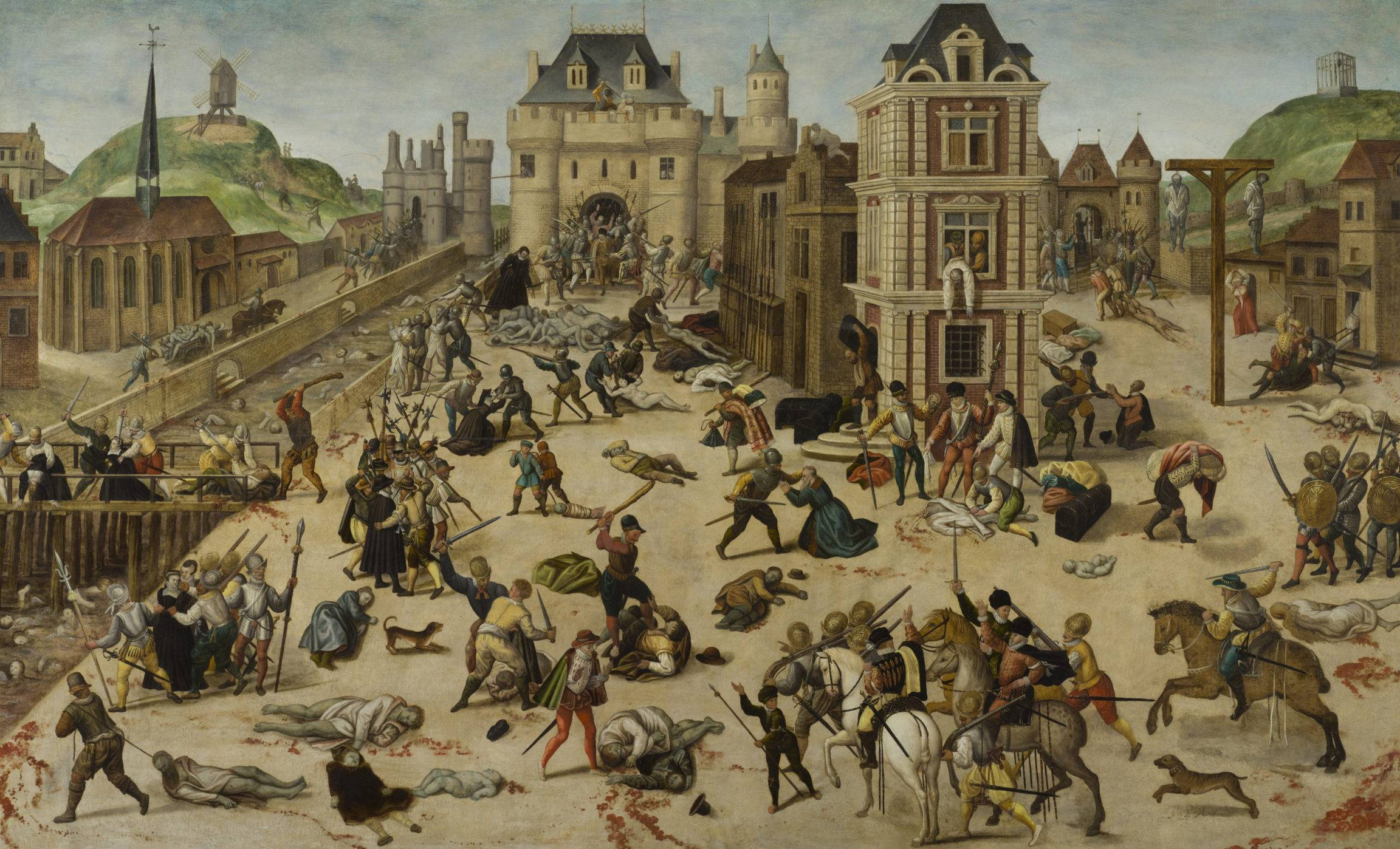
Thảm sát Ngày lễ Thánh Barthélemy (1572) là đỉnh cao của các cuộc chiến tôn giáo tại Pháp.

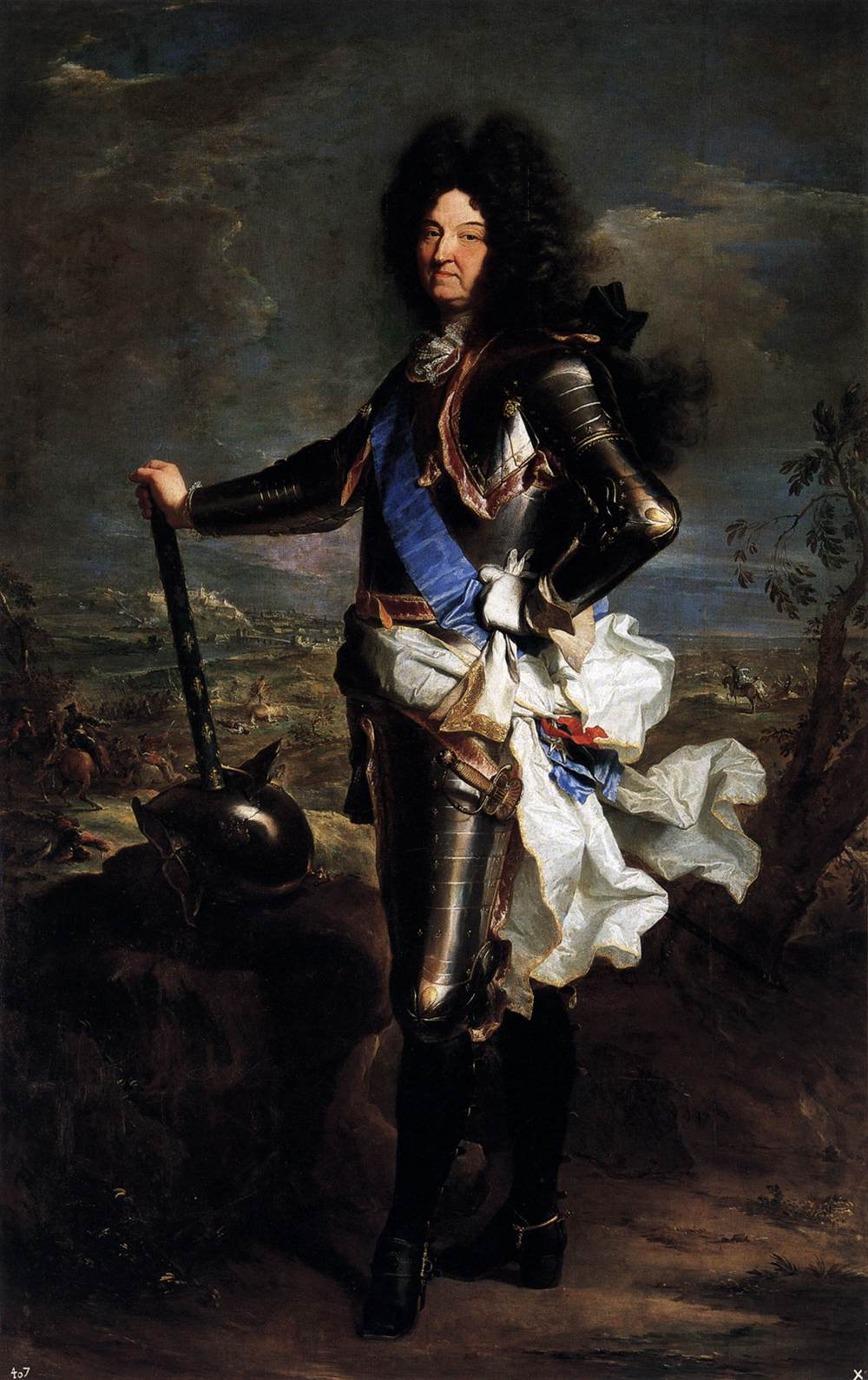
Louis XIV đã đưa Pháp trở thành cường quốc hàng đầu châu Âu.

### Cách mạng Pháp (1789–1799)

Chiếm ngục Bastille vào ngày 14 tháng 7 năm 1789 là sự kiện mang tính biểu trưng nhất của Cách mạng Pháp.

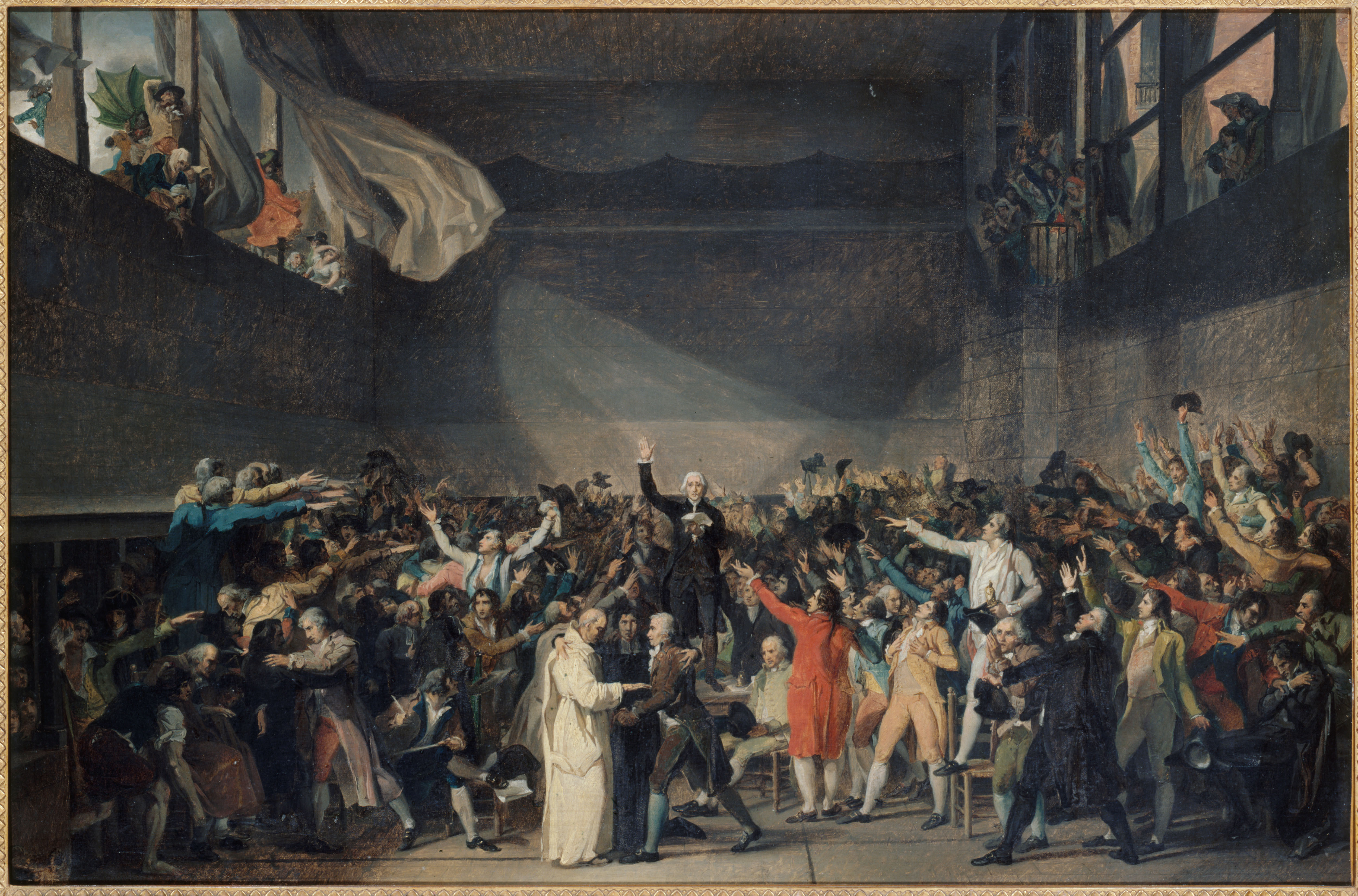
Le Serment du Jeu de paume bởi Jacques-Louis David, 1791

### Napoléon và thế kỷ XIX (1799–1914)

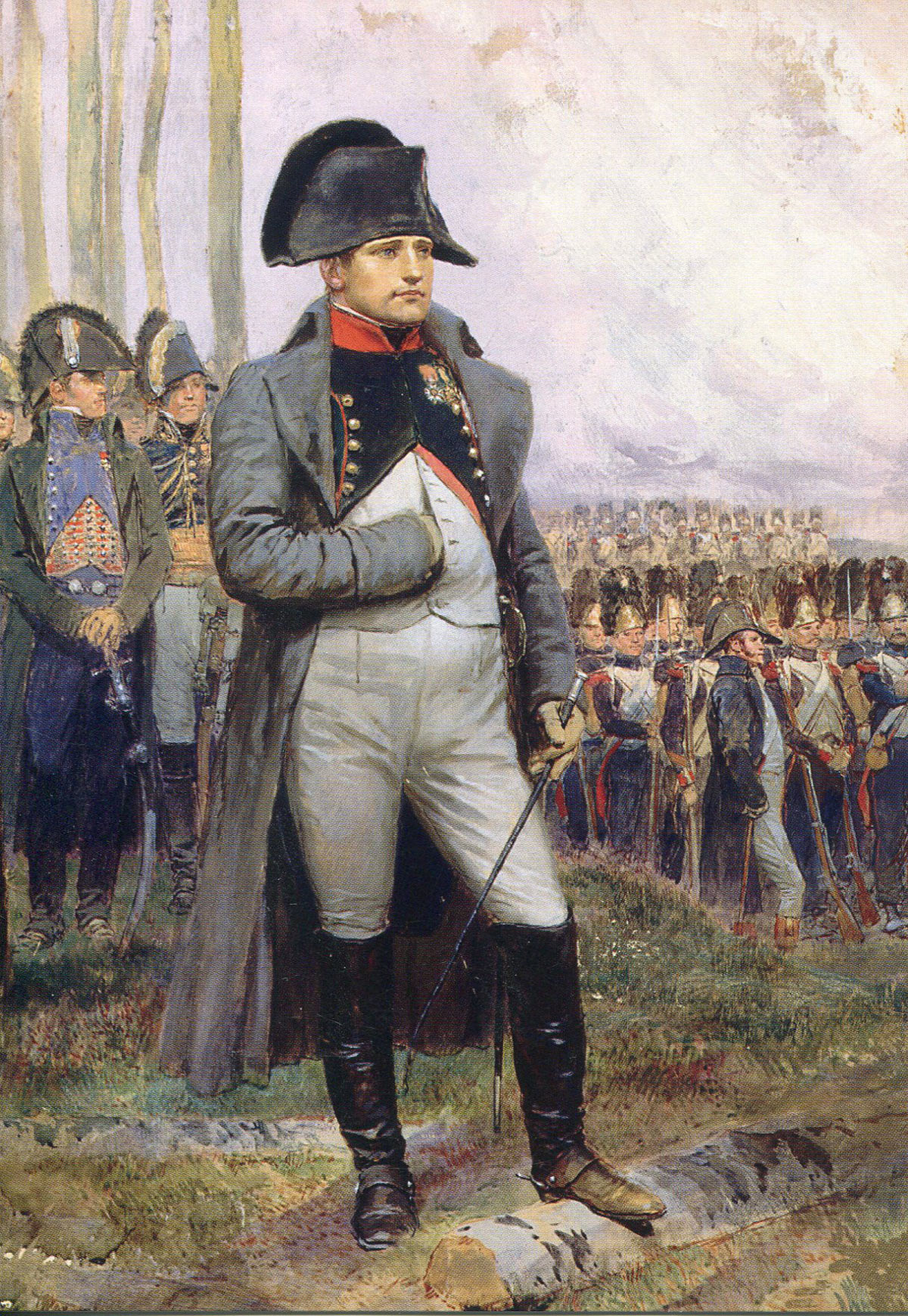
Napoleon, Hoàng đế của Pháp, và Grande Armée (Đại quân) của ông đã xây dựng một Đế chế rộng lớn trên khắp châu Âu. Các cuộc chinh phạt của ông đã truyền bá lý tưởng cách mạng của Pháp trên khắp châu Âu, như chủ quyền, bình đẳng pháp lý, chủ nghĩa cộng hòa và tổ chức lại hành chính trong khi cải cách pháp lý của ông có tác động lớn trên toàn thế giới. Chủ nghĩa dân tộc, đặc biệt là ở Đức, nổi lên chống lại ông.